# Someone to Watch Over Me (노래)
〈Someone to Watch Over Me〉는 조지 거슈윈이 작곡하고 이라 거슈윈이 작사한 1926년 노래이다. 이 노래는 뮤지컬 오 케이(1926)의 가수 거트루드 로런스를 위해 만들어졌다. 원래는 업템포의 스윙 장르였지만, 어느 날 거슈윈이 발라드로 이 곡을 연주한 뒤로 변경됐다.
Someone to Watch Over Me는 1946년 프랭크 시나트라가 자신의 첫 번째 앨범인 The Voice of Frank Sinatra에서 녹음하였고, 1954년 영화 영 앳 하트를 촬영하면서 낸 앨범 Young at Heart로 도리스 데이와 함께 재녹음하였다. 이후 엘라 피츠제럴드(1951), 쳇 베이커(1955), 바브라 스트라이샌드(1965), 레이 찰스(1969), 윌리 넬슨(1978), 린다 론스태트(1983) 등 많은 가수들이 리메이크하였다.

## 대중 문화

### 영화
- 1987년 개봉한 로맨틱 범죄 스릴러 영화 위험한 연인에서 스팅이 불렀다.

### 텔레비전
- 외계인 알프 시즌 2 17화와 18화 제목으로 사용되었다.
- 스타 트렉: 보이저에서 1999년 4월 28일 동명의 제목으로 방영되었다.
- 마이 리틀 포니: 우정은 마법에서 2014년 3월 8일 "Somepony to Watch Over Me"라는 제목으로 방영되었다.